# Toots Thielemans (metrostation)
Toots Thielemans is een nog te bouwen station van de Brusselse metro en -premetro gelegen in de stad Brussel.

## Geschiedenis
In 1957 werd het premetrostation Lemonnier gebouwd als kruispunt van verschillende tramlijnen, en werd in de loop der jaren uitgebreid met tunnels aan beide kanten: zowel richting Noordstation als richting Albert en Overdekte straat.
Tegen 2024 zouden de huidige premetrostations van de Noord-Zuidas tussen Noordstation en Albert omgebouwd moeten worden tot volwaardige metrostations om de toekomstige metrolijn 3 in dienst te kunnen zetten. Hierbij bemoeilijkt het station Lemonnier de klus door haar kruising op één enkel niveau. Er werd dus geopteerd om een nieuw station te bouwen, gelegen onder de Stalingradlaan en Zuidlaan, waar zowel een tram- en metrotunnel elkaar zouden kunnen kruisen op twee verschillende niveaus. Het station zou eerst Grondwet (Frans: Constitution) heten maar is later hernoemd naar Toots Thielemans, om de gelijknamige artiest te eren.

## Situering
Oorspronkelijk moesten bij de werken er naast een nieuw metrostation ook verschillende tunnels gegraven worden. Enerzijds was een tunnel nodig van het metrogedeelte Zuidstation tot het nieuw station Toots Thielemans. Anderzijds moest het station Toots Thielemans verbonden worden met de huidige tunnel naar Anneessens-Fontainas dat onder de Lemonnierlaan loopt. Deze laatste verbinding moest onder het Zuidpaleis lopen. Het zou in totaal om 500 meter tunnel gaan.
Daarnaast was ook een nieuwe tramtunnel van ruim 300 meter gepland onder de Fonsnylaan. Trams komende vanuit Vorst (tramlijn 82) en Sint-Gillis (tramlijn 81) moesten dan in de toekomst via een nieuwe helling ter hoogte van de Denemarkenstraat ondergronds duiken. Na twee ondergrondse haltes (Zuidstation en Toots Thielemans) zouden de trams opnieuw aan de oppervlakte komen via de bestaande hellingen op de Zuidlaan (tramlijn 82) en de Jamarlaan (tramlijn 81).
Er wordt zoals hierboven vermeld geopteerd voor drie niveaus om de verschillende transportmiddelen te combineren zonder elkaar te verhinderen.  
- Niveau −3: bediend door de toekomstige metrolijn 3 tussen Bordet Station en Albert.
- Niveau −2: bediend door tramlijnen 81 en 82.
- Niveau −1: een lokettenzaal (ook mezzanine genoemd) met toegangen tot de verschillende niveaus en perrons.

Eind 2017 werden de hierboven geschetste plannen gewijzigd. Zo zal er geen tramstation komen in het complex, maar wordt een aansluiting voorzien met het huidige premetrostation Lemonnier. Lemonnier zal dan een grondige renovatie ondergaan en toegankelijker gemaakt worden aan de hand van liften. Toots Thielemans en Lemonnier zullen met een ondergrondse doorgang verbonden worden op analoge wijze als het pre- en metrostation De Brouckère, “maar dan minder lang”.